# Église de Sidi Thabet
L'église de Sidi Thabet, située dans la ville de Sidi Thabet en Tunisie, est une église catholique construite en 1940 pendant le protectorat français. Cédée au gouvernement tunisien en 1964, elle abrite désormais une maison de la culture.

## Historique de l'église
L'achat du domaine de Sidi Thabet en 1880 par la Société marseillaise de crédit est à l'origine du peuplement de colons européens après l'instauration du protectorat. La bourgade est érigée en paroisse dès 1902 mais, six ans après, il n'y a déjà plus de prêtre permanent. En 1924, le village est finalement rattaché à la paroisse de La Manouba. Une première messe est célébrée le jour de Noël « dans un vaste grenier noir de suie qui avait servi d'abri-logement aux saisonniers marocains. Pour couvrir la misère des murs on coupa des palmes, pour s'asseoir on transporta les chaises du café et on chanta des cantiques anciens. C'est à partir de ce jour que le corps des défunts passa par cette chapelle pour recevoir une dernière bénédiction ».
Les fidèles se mobilisent alors afin de disposer d'un lieu de culte décent et permanent. En 1940, ils parviennent à réunir 44 990 francs auxquels l'archevêché ajoute 42 009 francs pour la construction de l'église. La première pierre de l'édifice est posée en octobre de la même année.
C'est l'architecte Rémo Radicioni qui est chargé de dessiner les plans du bâtiment. Comme beaucoup de constructions de cette époque, il fait le choix d'utiliser le béton armé pour la construction des murs et des semelles de fondation mais les cloisons internes sont construites en briques.
La générosité des fidèles ne se dément pas puisqu'une nouvelle collecte permet de réunir 12 050 francs qui permettent d'acheter les bancs, les fonts baptismaux, un chemin de croix, deux bénitiers et une cloche et de doter l'église des statues de sainte Jeanne d'Arc, saint Louis et saint Pierre.

## Bâtiment après l'indépendance
L'indépendance de la Tunisie en 1956 et la nationalisation des propriétés européennes le 12 mai 1964 provoquent le départ d'une grande partie de la population européenne.
L'église est finalement fermée à l'occasion du modus vivendi signé entre le gouvernement tunisien et le Vatican le 10 juillet 1964. Le bâtiment est cédé gratuitement avec l'assurance qu'il ne sera utilisé qu'à des fins d'intérêt public compatibles avec son ancienne destination.
Il abrite désormais une maison de la culture.

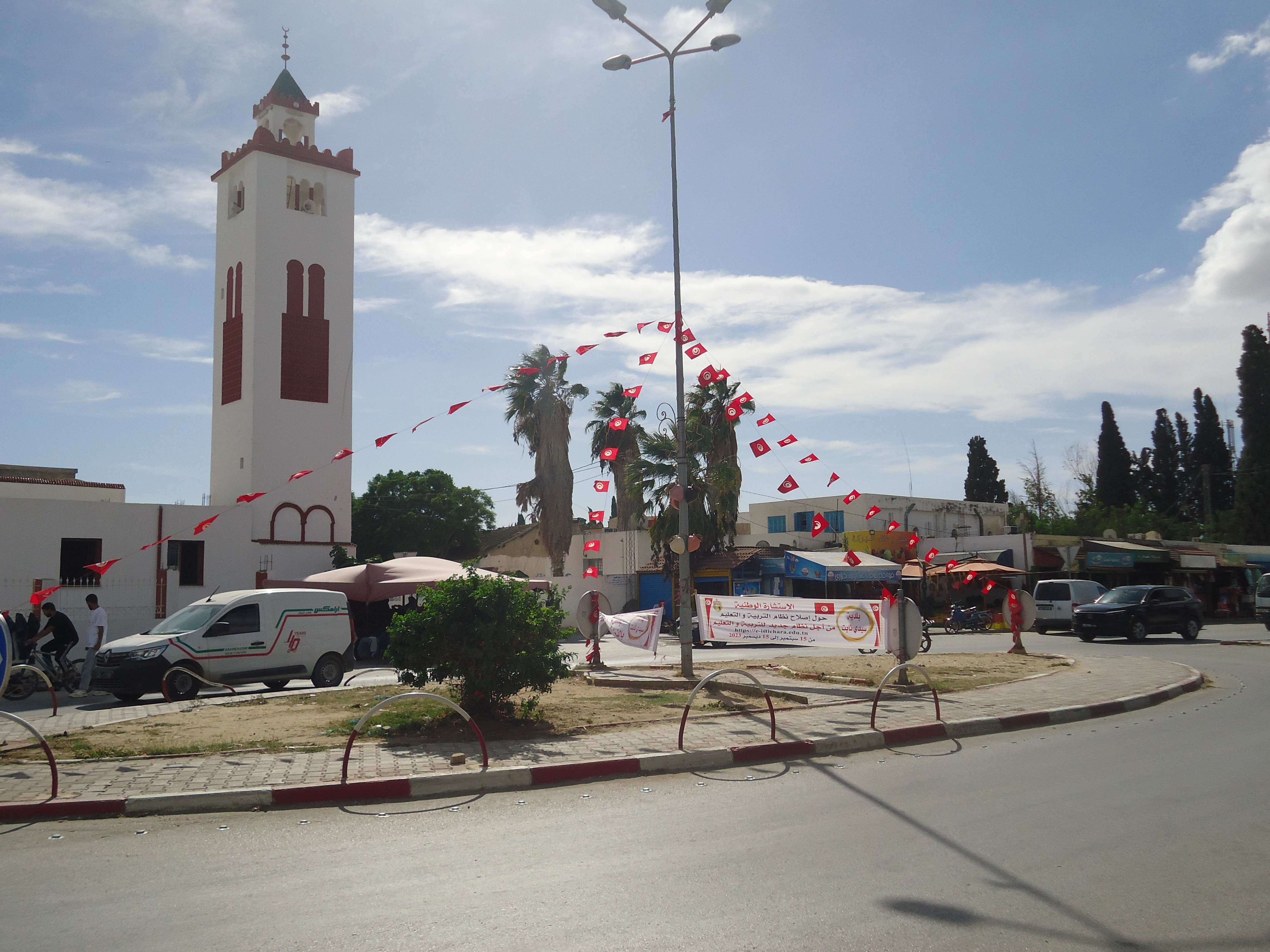
Vue générale.
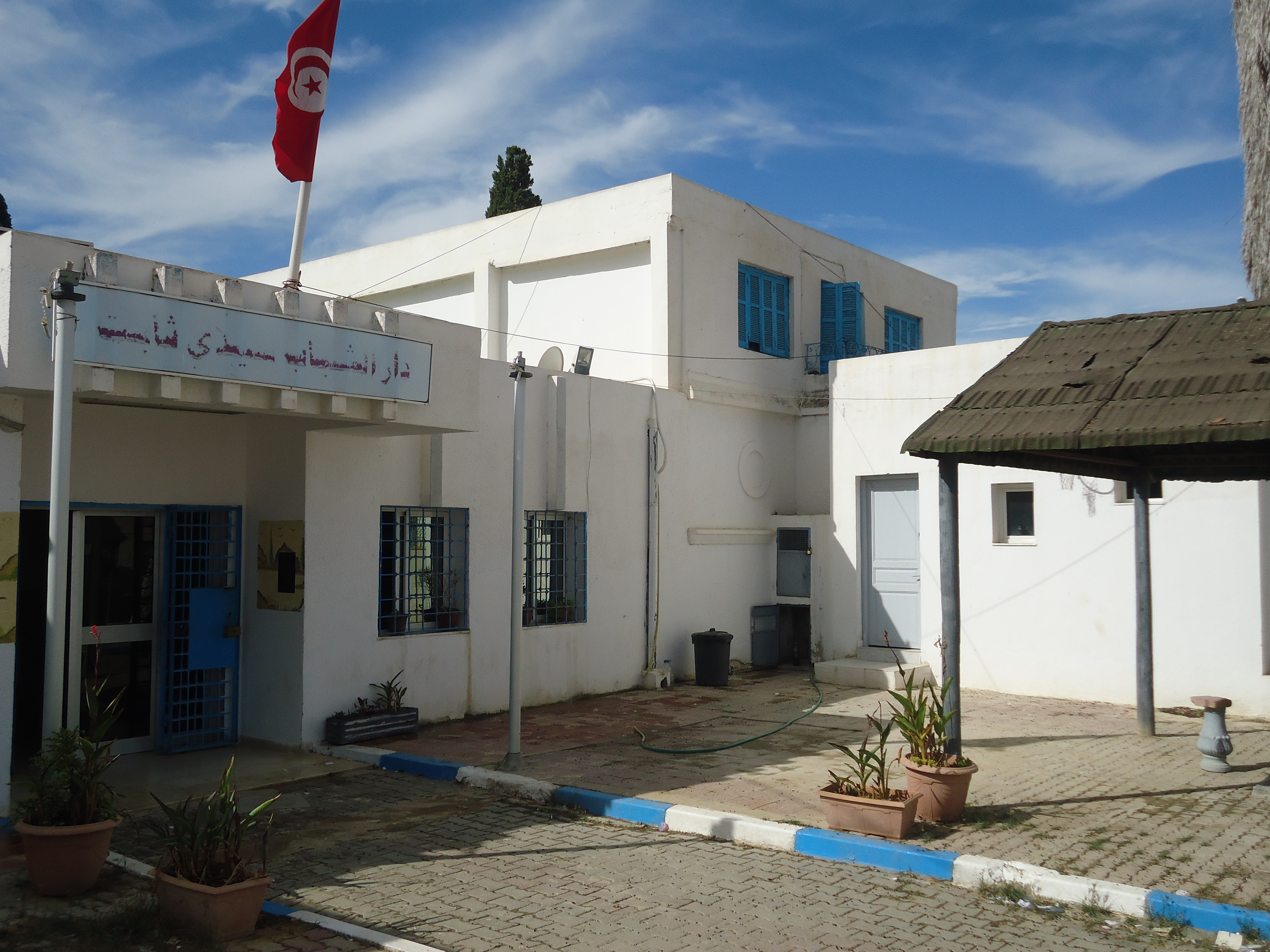
Accès depuis le centre culturel.
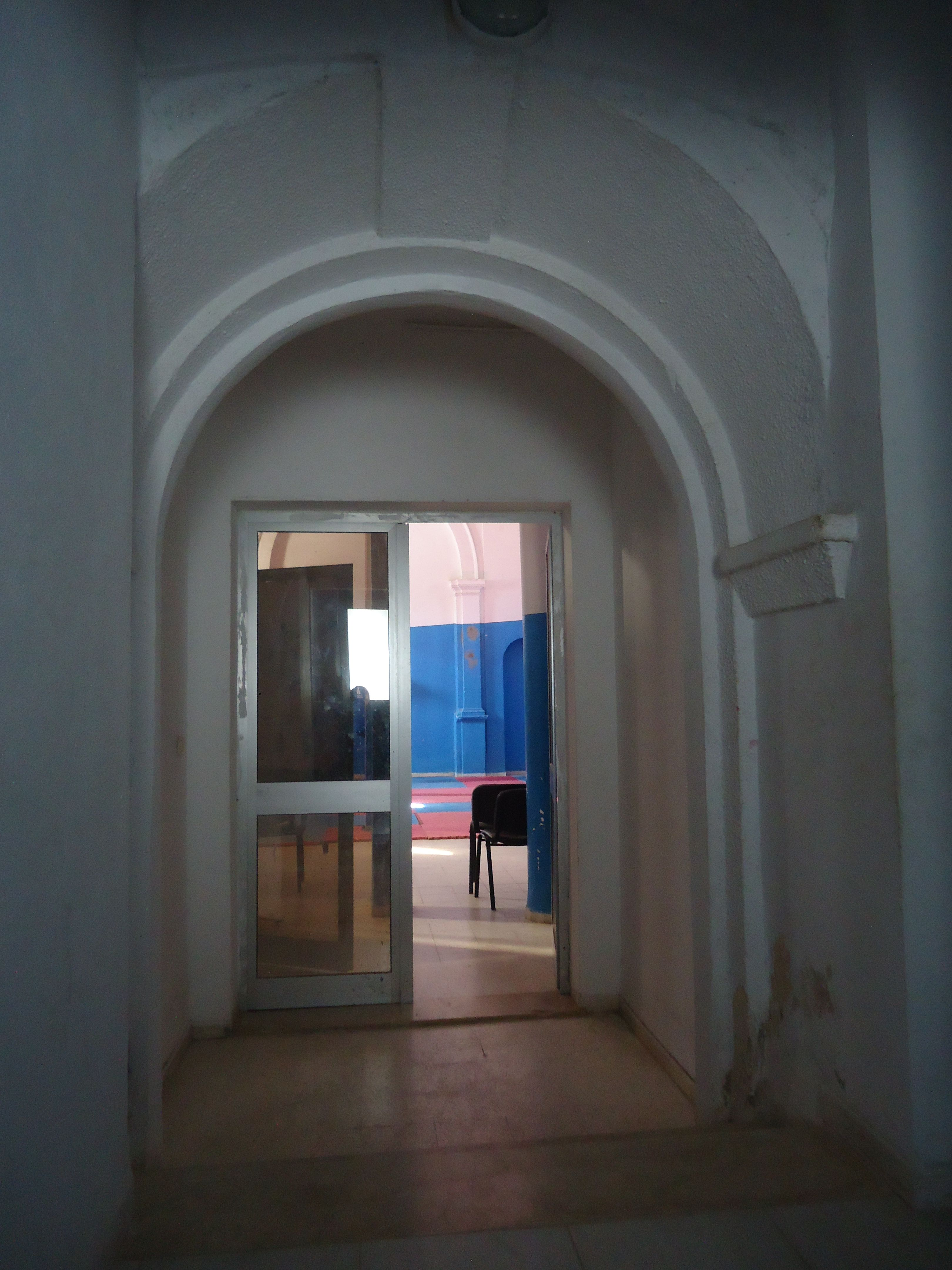
Porte principale.
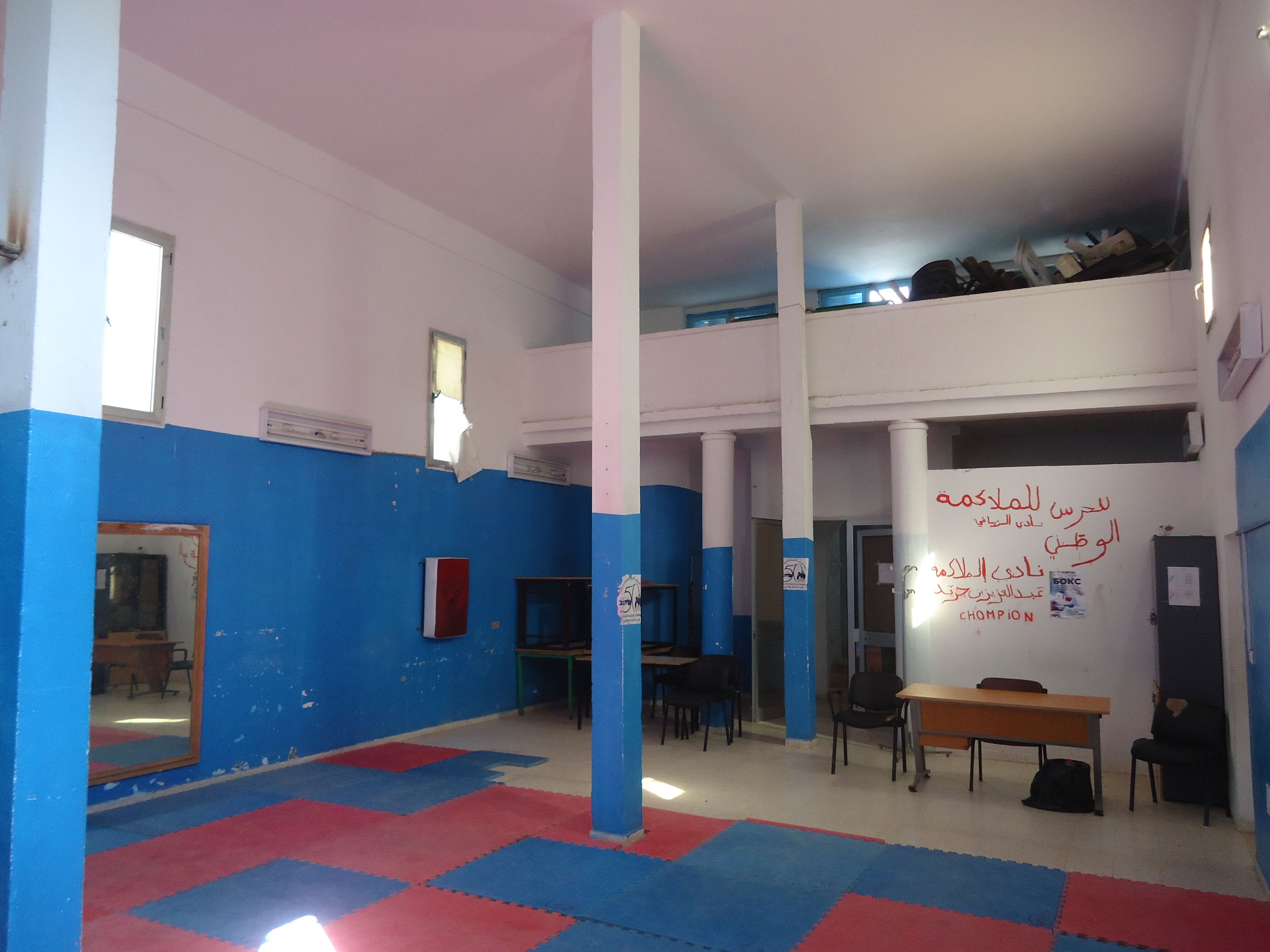
Intérieur côté tribune.
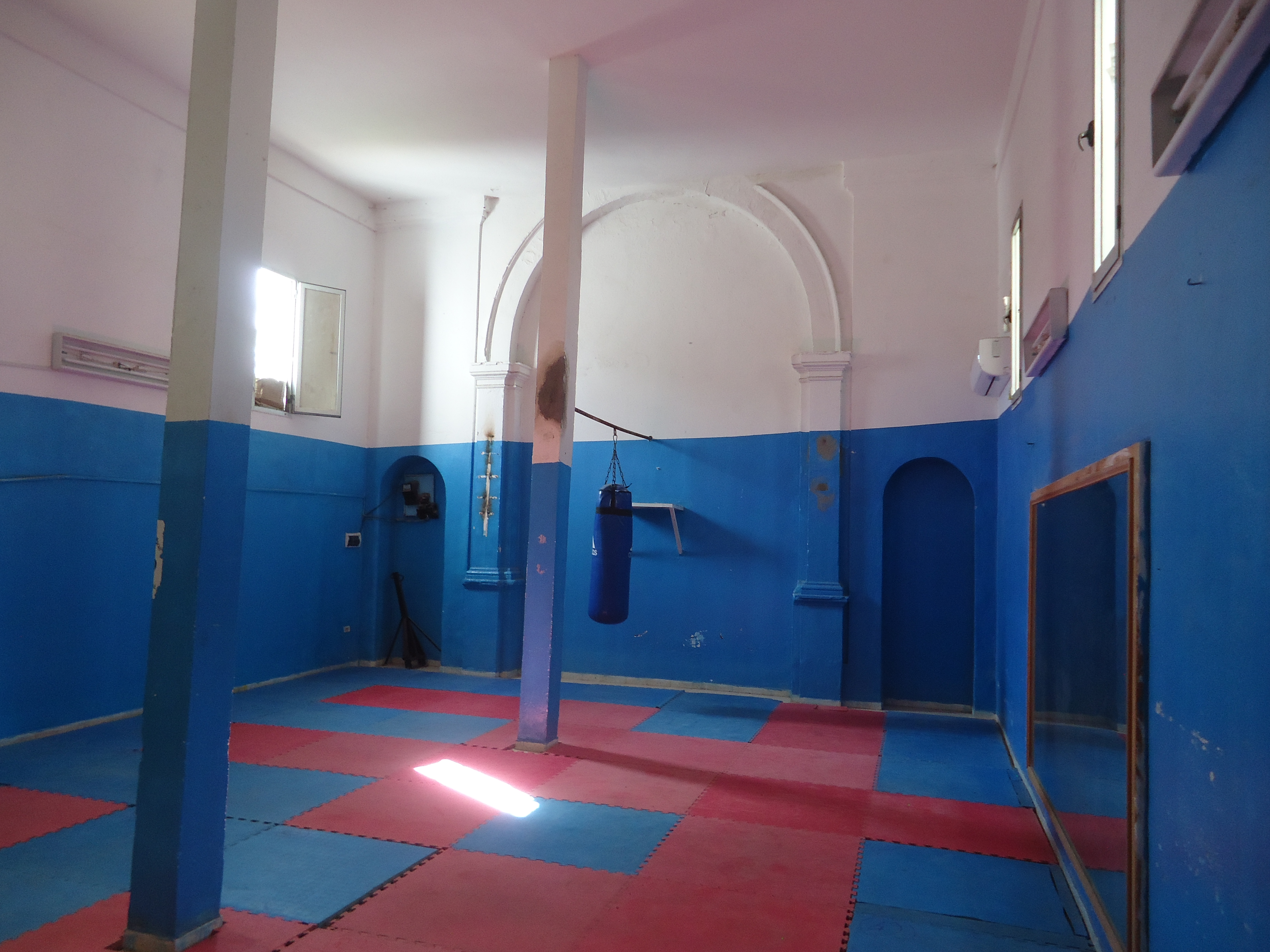
Intérieur côté autel.